# Feira Franca de Pontevedra
La Feira Franca de Pontevedra es una fiesta medieval que se celebra en la ciudad española de Pontevedra el viernes por la tarde y el sábado del primer fin de semana de septiembre. Está ambientada en la Edad Media e incluye un mercado medieval, un torneo de caballería, espectáculos de cetrería, puestos de comida, animación callejera, malabares, música, talleres, artesanía en cuero, madera, textil y productos naturales, entre otras actividades.
En 2013 fue declarada fiesta de interés turístico de Galicia y reúne a unas 100.000 personas que se visten de época para participar en los festejos.

## Localización
La Feira Franca de Pontevedra se desarrolla en el centro histórico de la ciudad, en la Alameda de Pontevedra, la Gran Vía de Montero Ríos, el parque de las Palmeras y la avenida Reina Victoria, la plaza de toros de Pontevedra y en el entorno del puente del Burgo y el río Lérez.

## Historia

### Origen y antecedentes
La Feira Franca tiene su origen en el mercado libre de impuestos, que comenzó a celebrarse en la ciudad a través de un privilegio real establecido por el rey Enrique IV el 17 de mayo de 1467, con la celebración de una fiesta de un mes de duración en torno al 24 de agosto en honor de San Bartolomé. En las Ferias medievales se reunían las clases sociales más altas y las más bajas.
Dada la importancia de esta feria para Pontevedra, siglos más tarde, en 1843, el ayuntamiento de Pontevedra solicitó a la reina Isabel II la concesión de una feria franca de tres días por las festividades de la Virgen Peregrina, que le fue concedida en 1852 por el Ministerio de Fomento y que fue de gran trascendencia para el desarrollo económico de la ciudad.

### La fiesta medieval actual
La primera edición de la feria que evoca la Feria Franca de 1467 tuvo lugar en 2000, y desde entonces ha atraído a un gran número de visitantes. La gente viste trajes de inspiración medieval y el centro histórico de la ciudad sufre una gran transformación estética. Se anima a lugareños y visitantes a participar en los festejos con carros y caballos por las calles, prisioneros en la horca o con herreros y otros personajes medievales, entre otras actividades.
Entre 2006 y 2018, cada feria se dedicó a un tema. En 2006 se dedicó a los Irmandiños, en 2007 al mar y en 2008 a la agricultura. En la décima edición, en 2009, la Feria se llamó Amor, burlas y maldiciones, en homenaje a las cantigas medievales hechas en idioma gallego. En 2010 el tema fue los caminantes, en 2011 el comercio de antaño y en 2012 los juegos populares. En 2013 se dedicó a los inventos, en 2014 a la astronomía, en 2015 a la alquimia, en 2016 a la música, en 2017 a los bestiarios medievales y en 2018 a las leyendas. En 2019 la Feira Franca se centró en el río Lérez. En 2022 el tema central fue también el río Lérez y en 2023 se dedicó a los números. En 2024 la Feira Franca se dedicó a los juglares o la juglaría y en 2025 a las meigas.

## Descripción

### Personajes
Ciudadanos y visitantes se unen durante la fiesta para recrear a los personajes representativos de la sociedad pontevedresa de 1467 y el ambiente de esa época medieval. Están representados los diferentes estamentos sociales como damas y caballeros, obispos del clero y campesinos así como los diferentes oficios típicos por medio de artesanos, juglares, trovadores, músicos, artistas, comerciantes, tejedoras de redes de pesca, tejedores de lino, alfareros, toneleros, cesteros, herreros, carpinteros o tejedoras de encaje.

### Actividades
Las distintas actividades históricas y lúdicas recrean y evocan el ambiente medieval de la ciudad de la segunda mitad del siglo XV cuando era la ciudad más importante de Galicia gracias a la pujanza económica y comercial que le otorgaba su puerto.
La fiesta tiene en su apertura con el pregón en la tarde del viernes de los pregoneros a caballo por todo el centro histórico de la ciudad. A continuación se realizan desfiles de bufones, malabaristas y trovadores. El viernes por la noche tiene lugar un espectáculo relacionado con la temática de cada edición. El sábado por la mañana una actividad clave es la representación del transporte del vino, en la que se evoca la llegada del vino a la ciudad desde la zona del Ribeiro en la provincia de Orense y que se exportaba a España y al extranjero desde el el puerto medieval de la ciudad.
Otras actividades que se celebran son los torneos y justas medievales en la plaza de toros, las demostraciones de cetrería, tiro con arco y esgrima, las presentaciones de música y danza tradicional, demostraciones de oficios de época, juegos y espectáculos, la degustación de alimentos medievales en puestos callejeros, las comidas de grupos de comensales en la calle alrededor de grandes mesas dispuestas a tal efecto por distintos puntos del casco antiguo de la ciudad y en la Alameda de Pontevedra y la exhibición de embarcaciones tradicionales entre el puente del Burgo y el puente de las Corrientes.

### Ambientación
Las calles y plazas se ambientan y engalanan con estandartes, banderines y escudos que cuelgan de las fachadas y bandas de tela que recubren de manera aérea las calles, balas de paja y otro atrezo y un castillo medieval. Se reconstruyen también en cartón piedra algunas de las puertas de la antigua muralla medieval de la ciudad como la puerta de la Alhóndiga o de Santo Domingo, la de Santa Clara o Rocheforte y la de Trabancas.

## Galería de imágenes

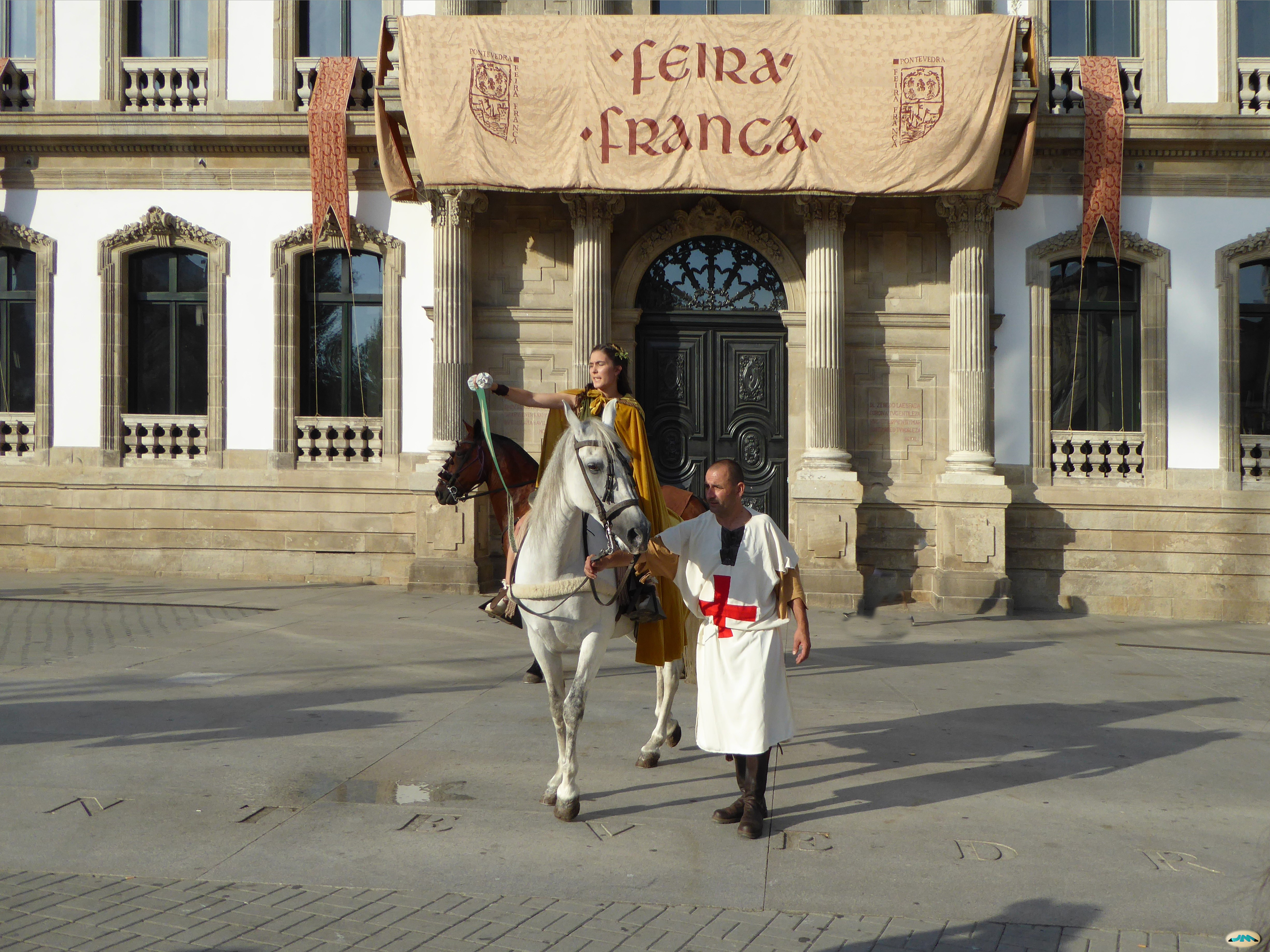
Estandarte de la Feira Franca en la Casa consistorial
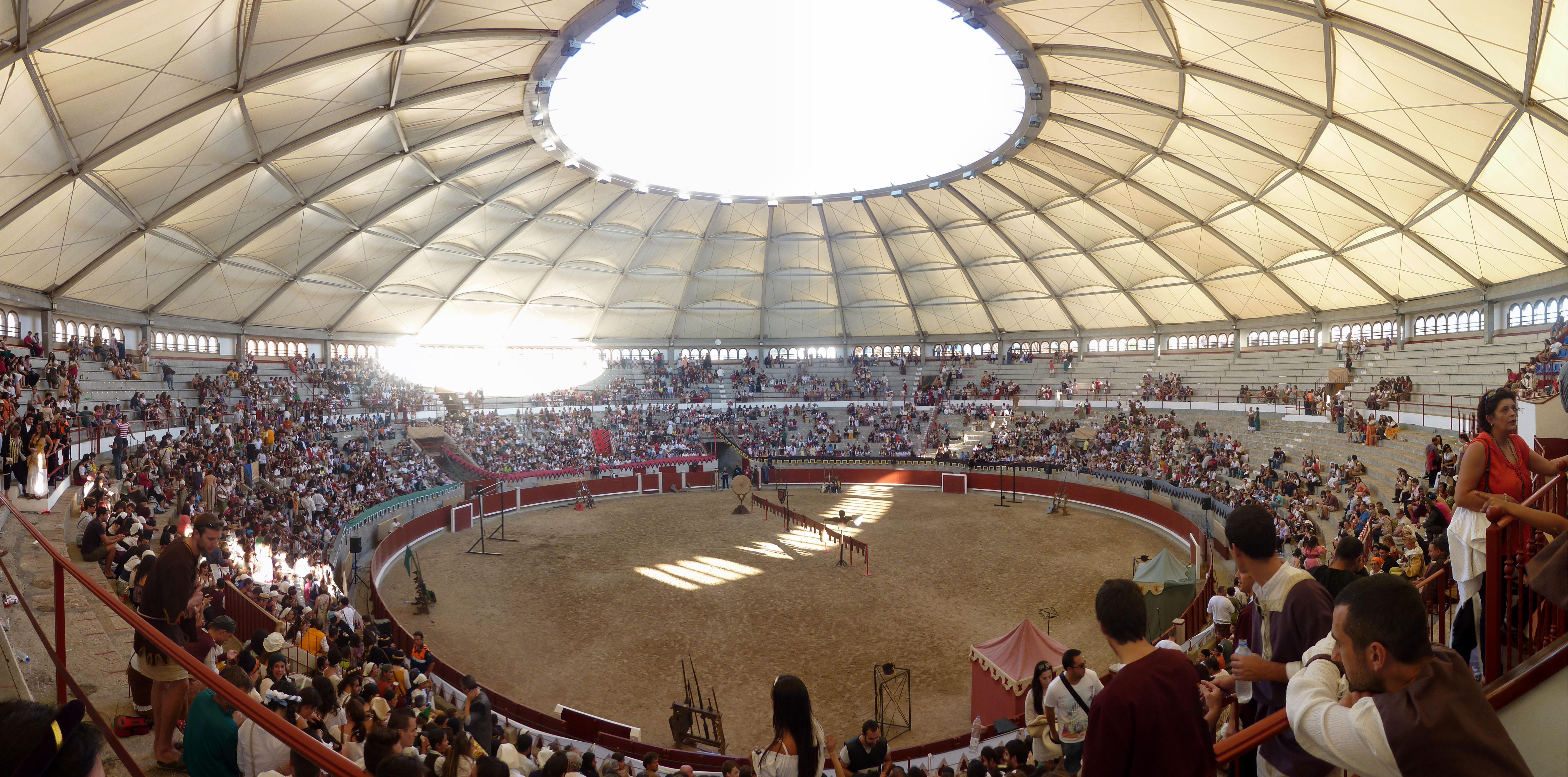
Justa en la plaza de toros de la ciudad
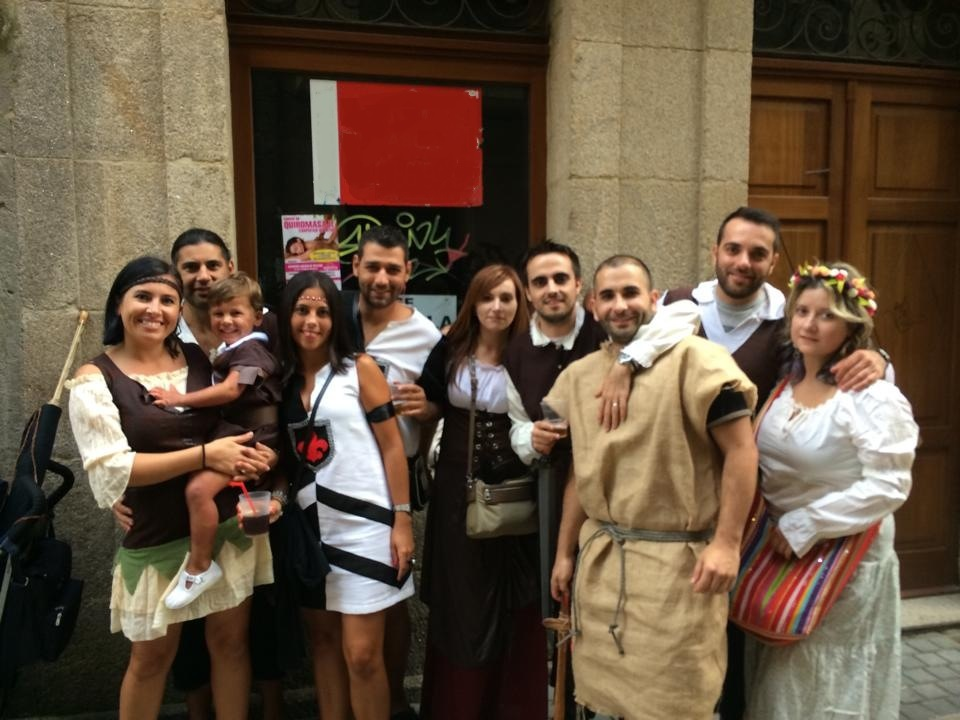
Grupo de participantes con trajes medievales
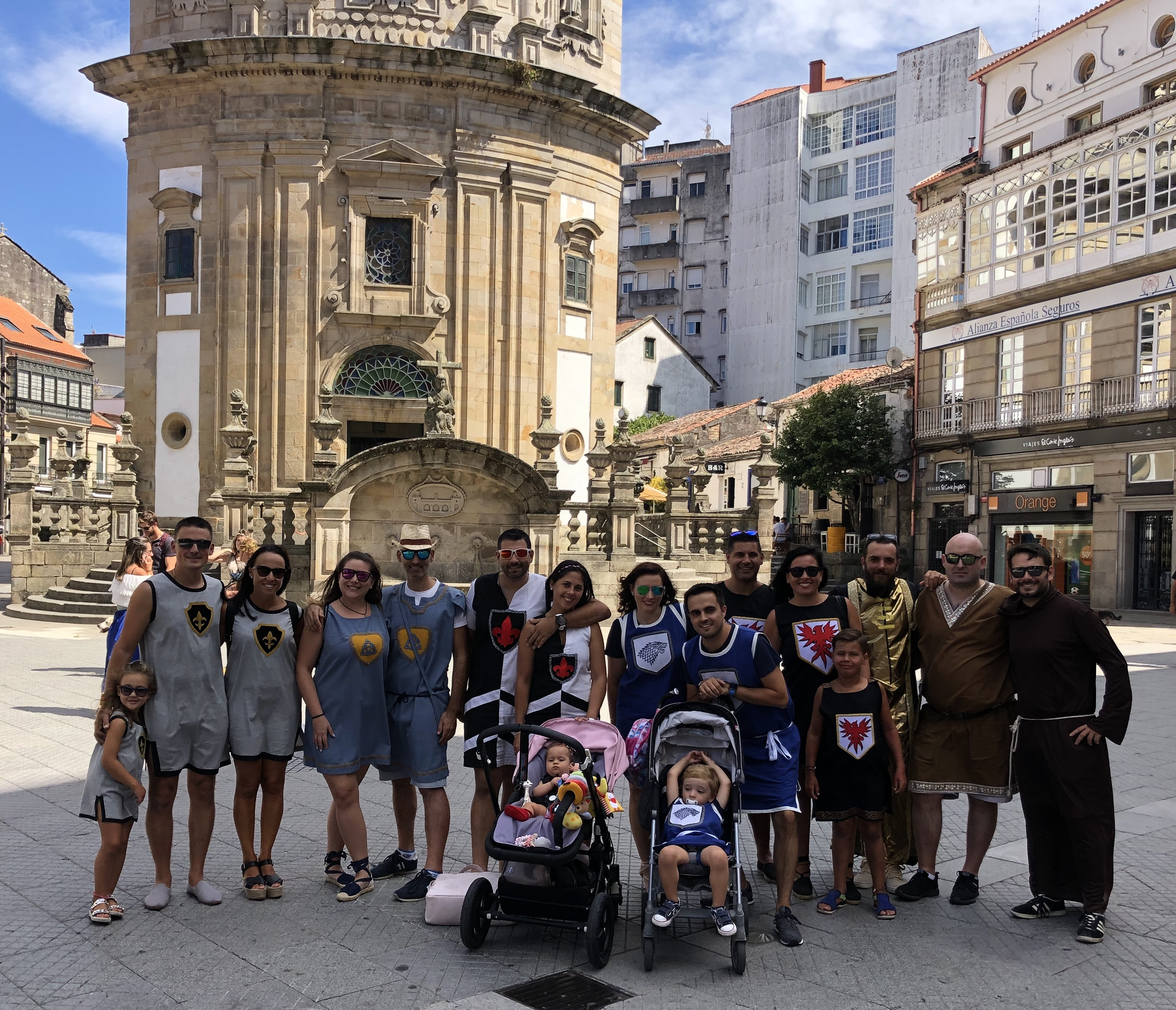
Grupo de amigos en la Feira Franca de 2019
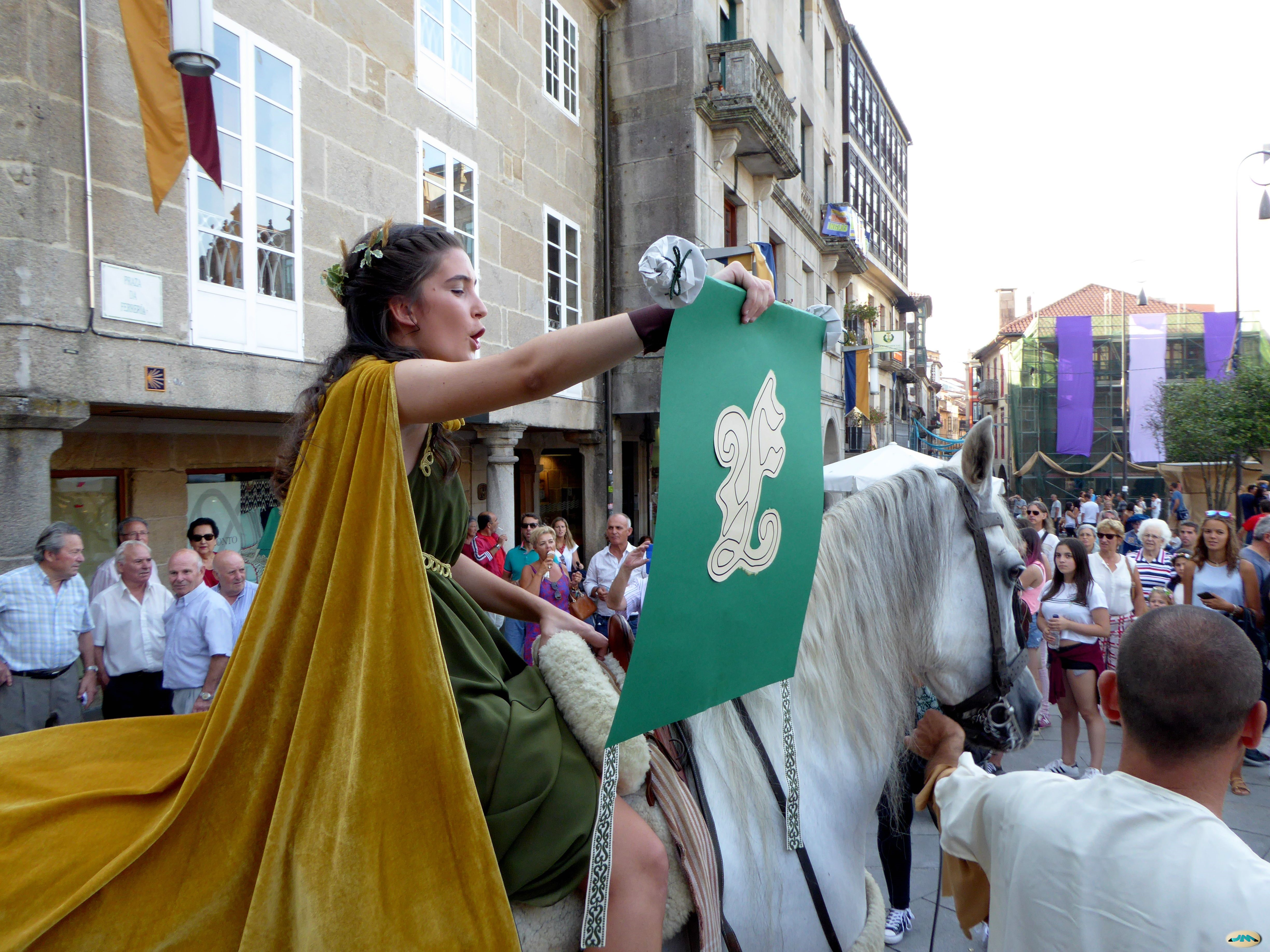
Pregón a caballo
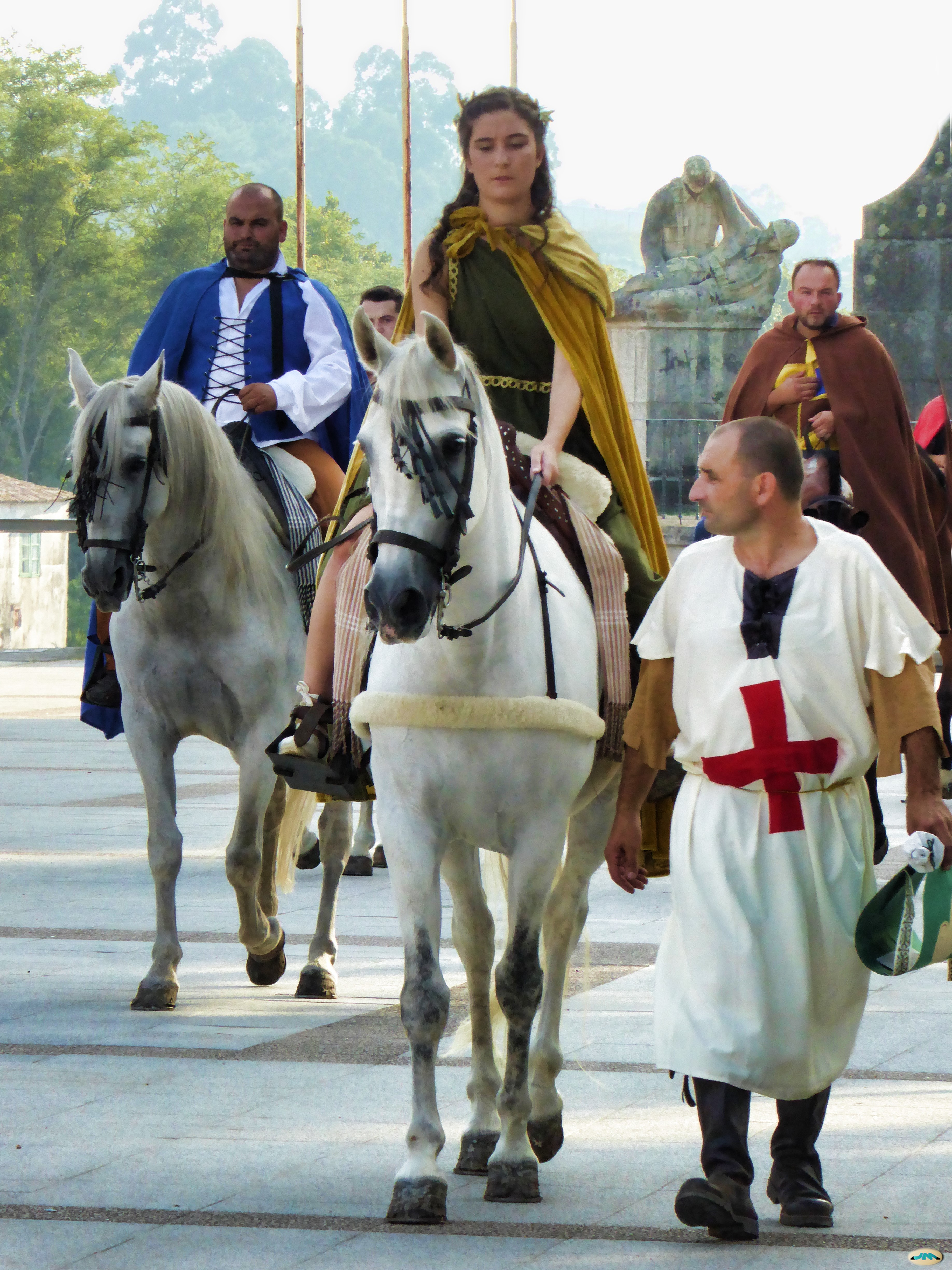
Damas y caballeros
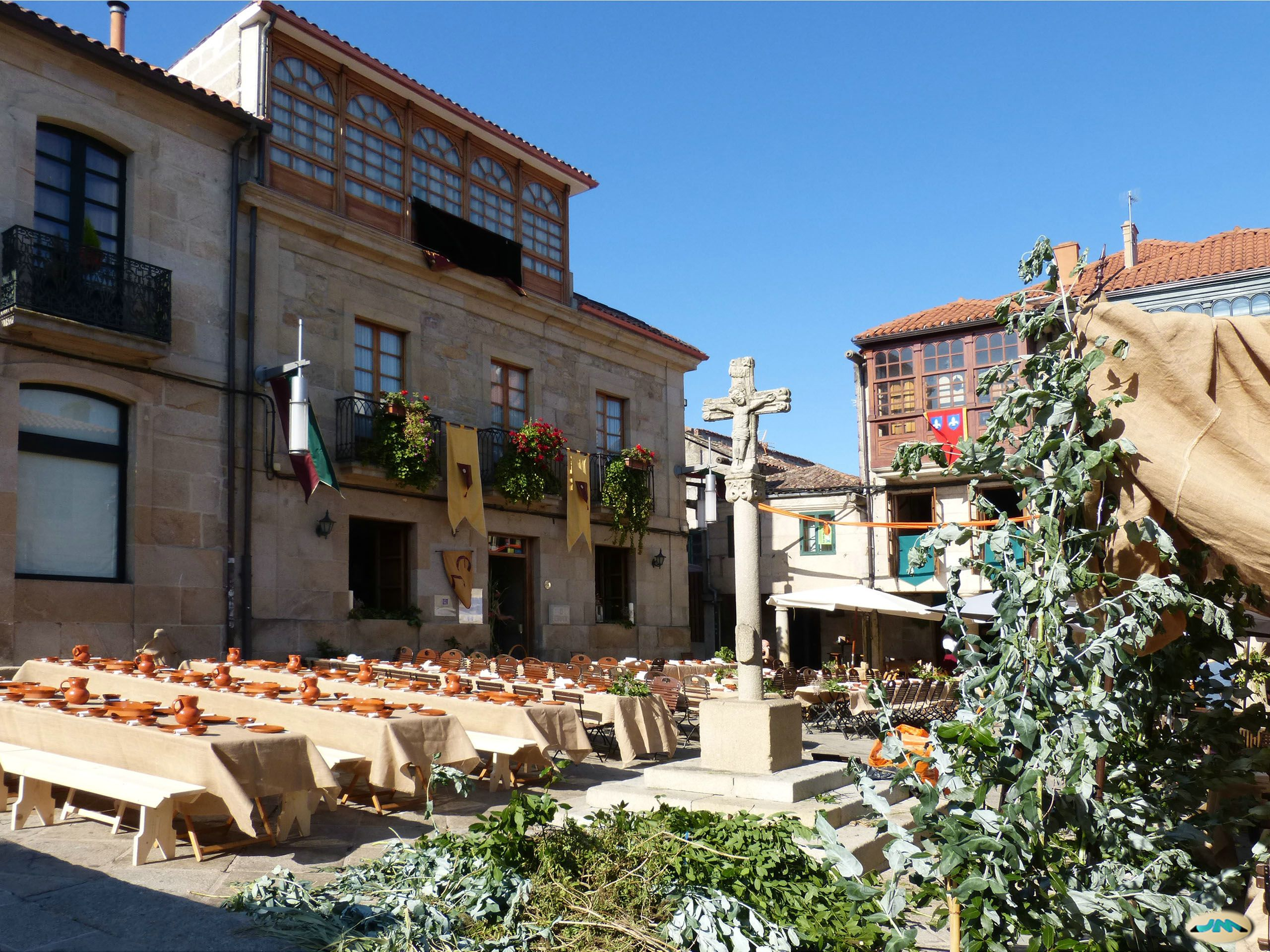
Mesas para comidas en la calle
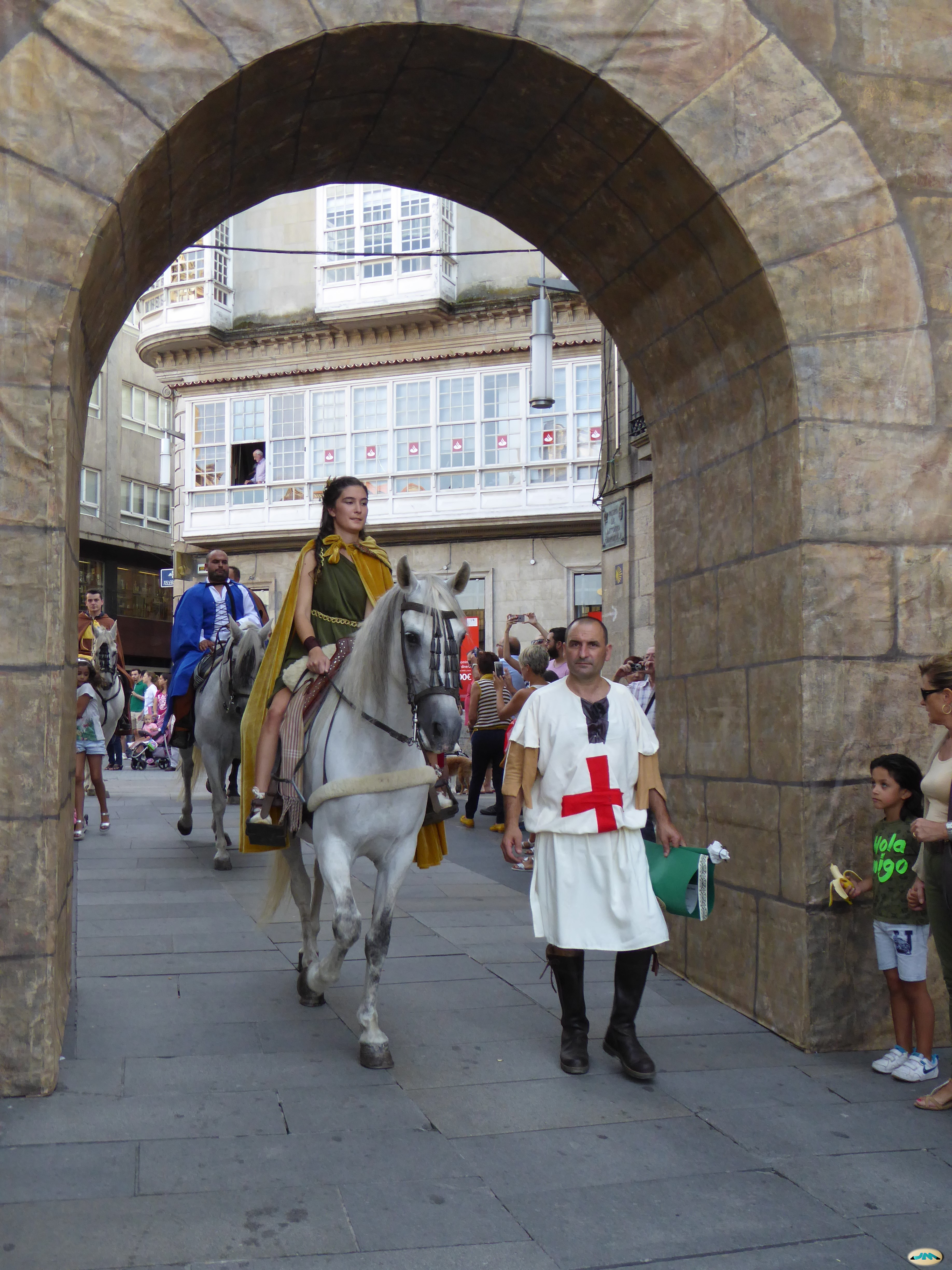
Puerta de Trabancas de la muralla de Pontevedra
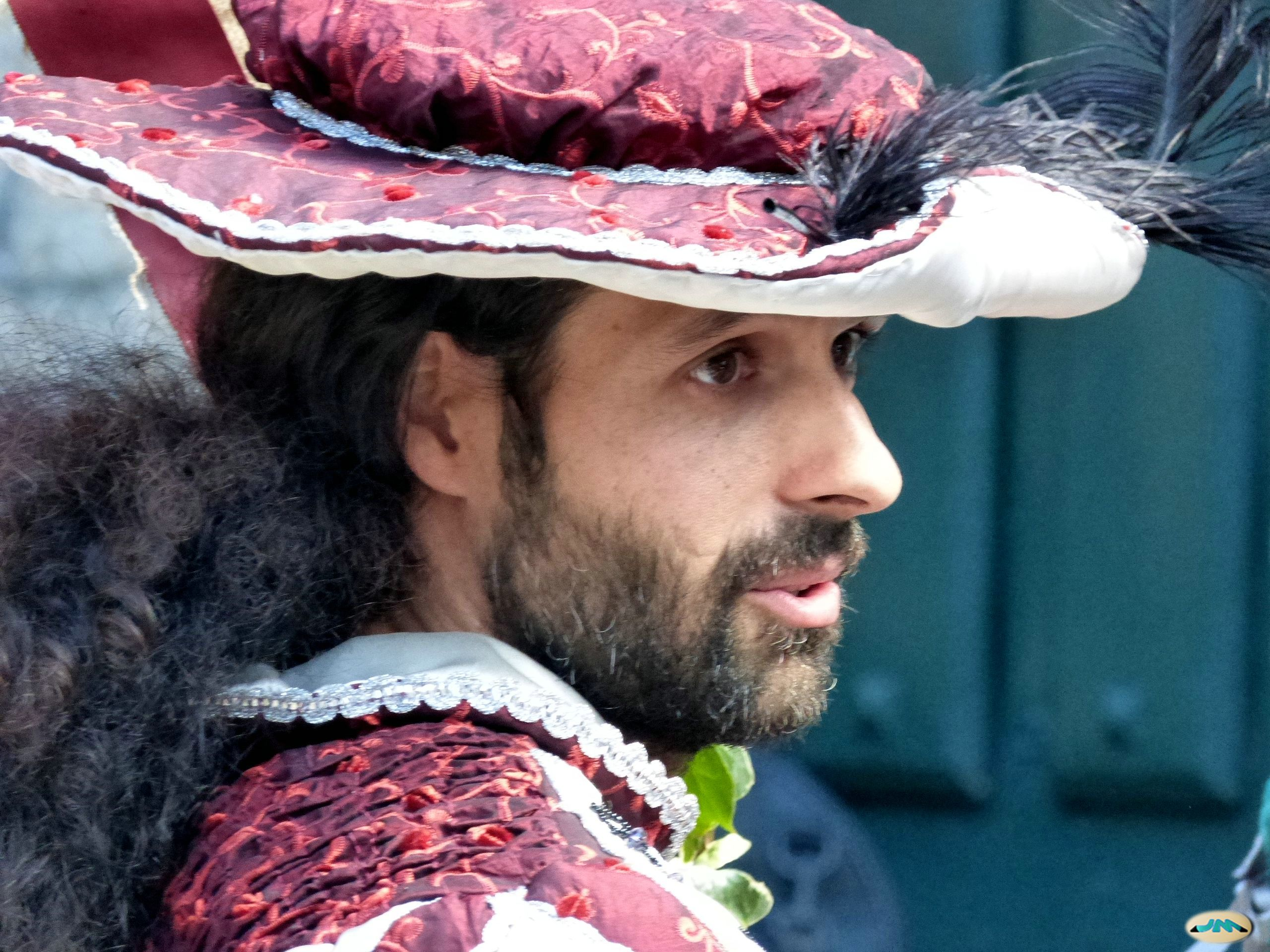
Cortesano
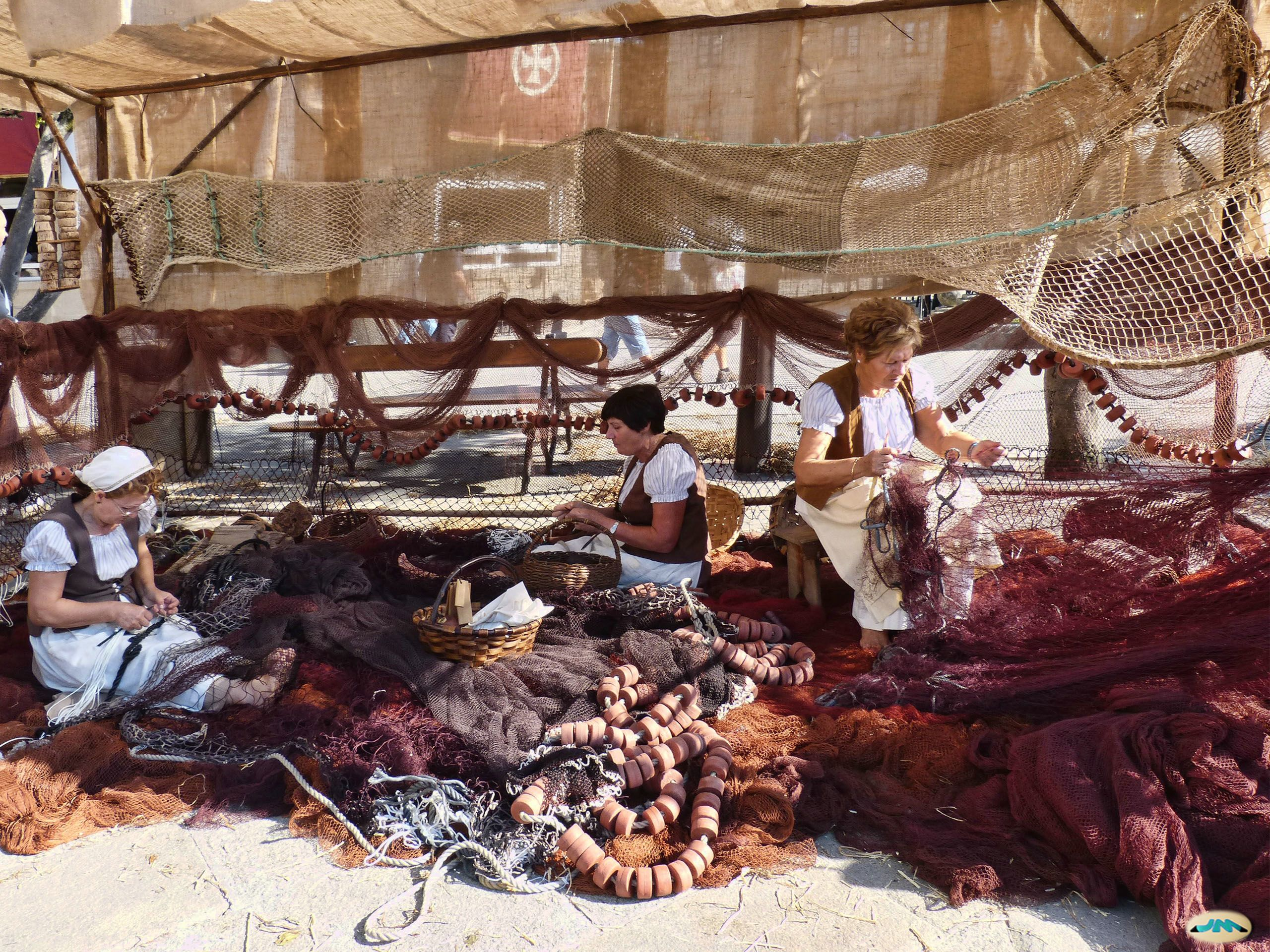
Tejedoras de redes de pesca
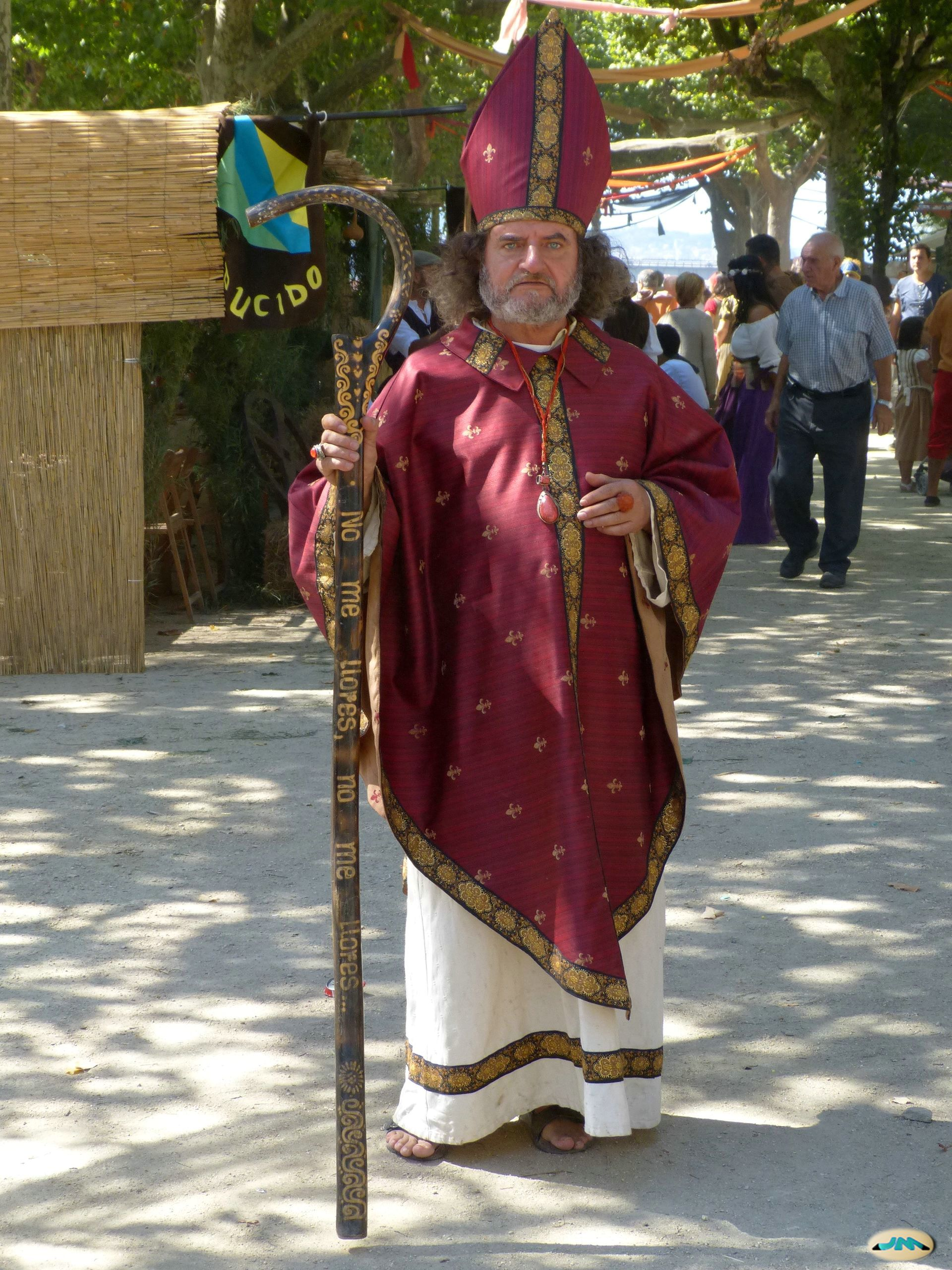
Obispo
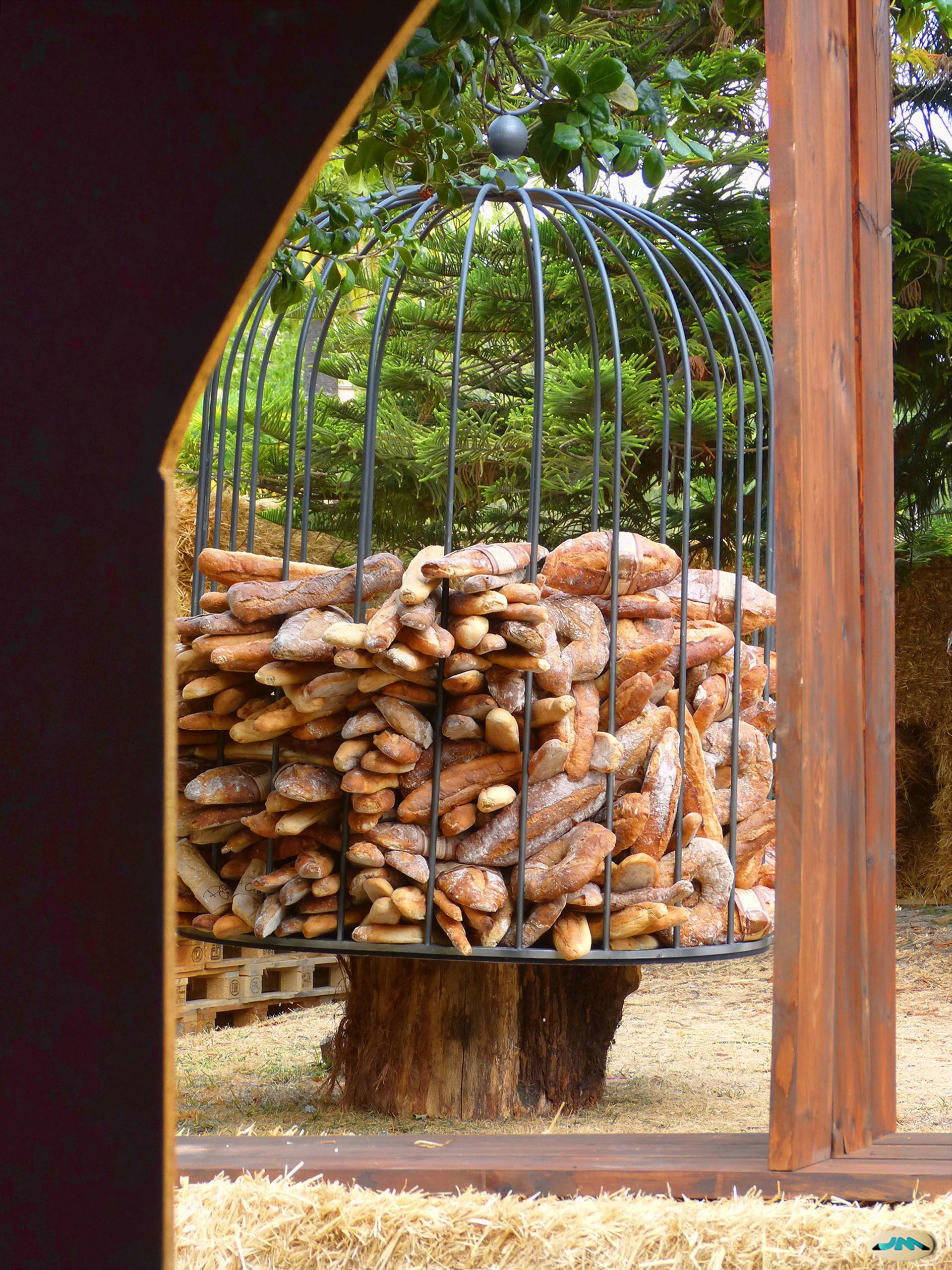
Pan en una jaula
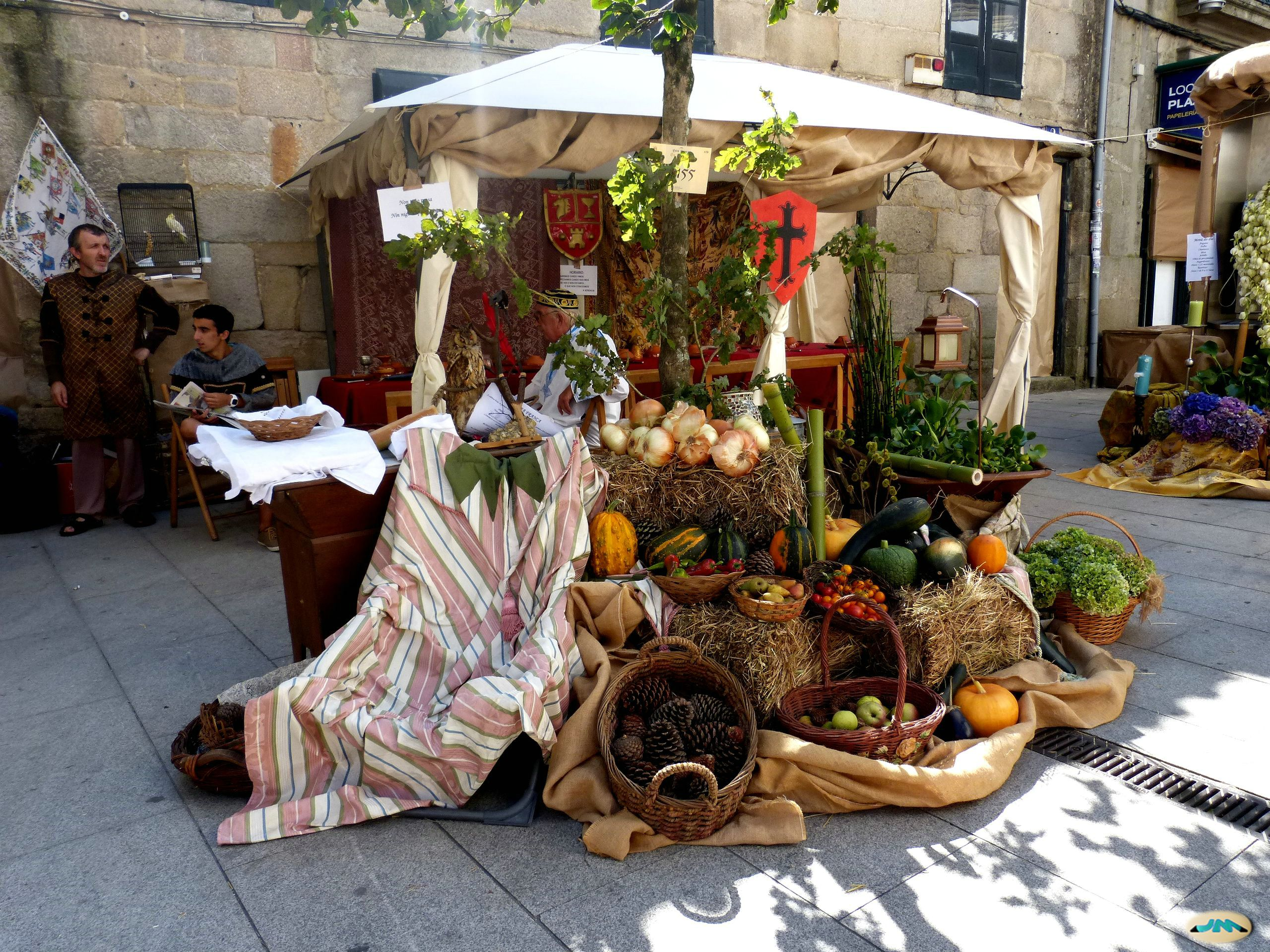
Puesto con hortalizas y verduras
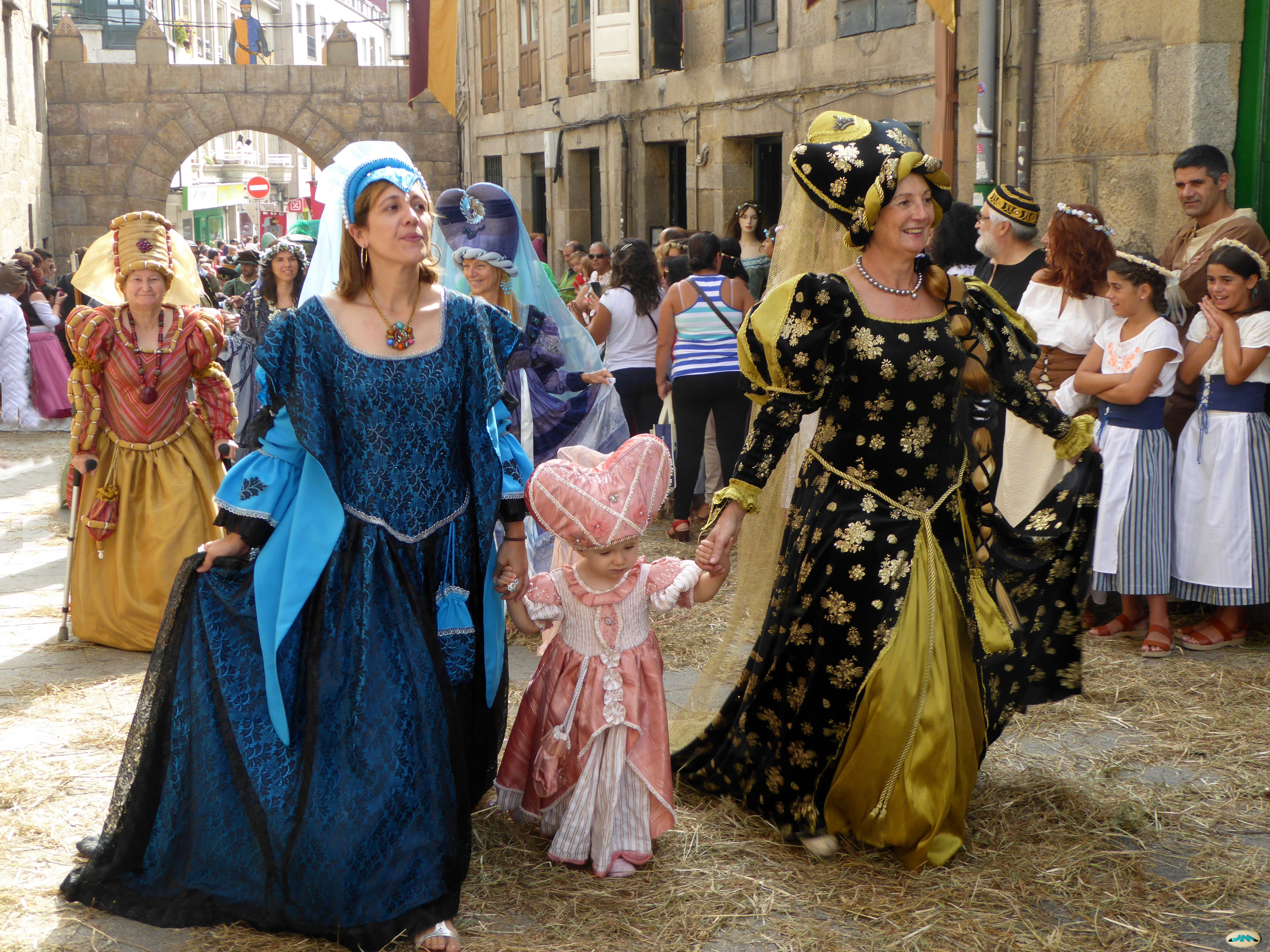
Nobles
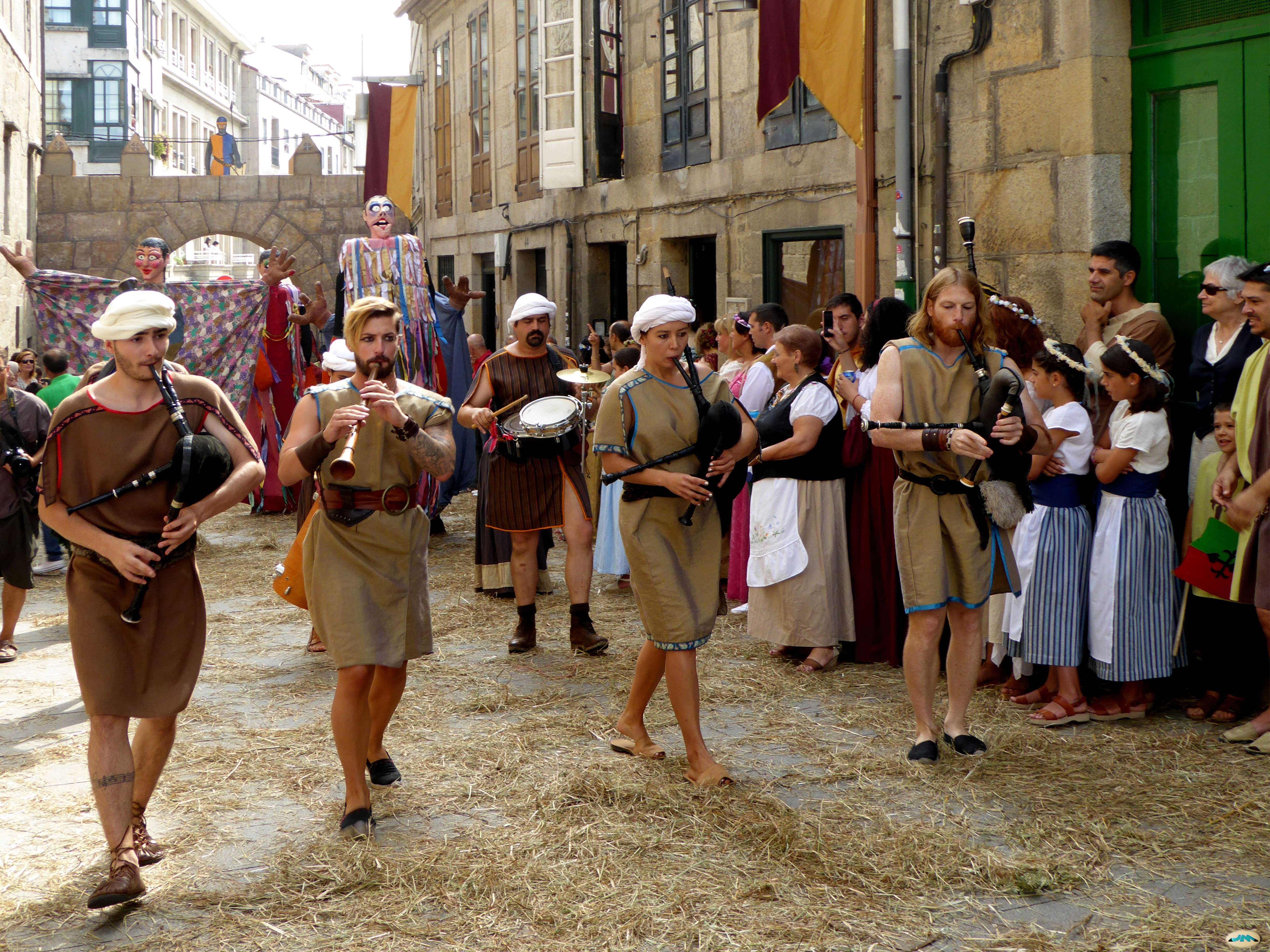
Trovadores
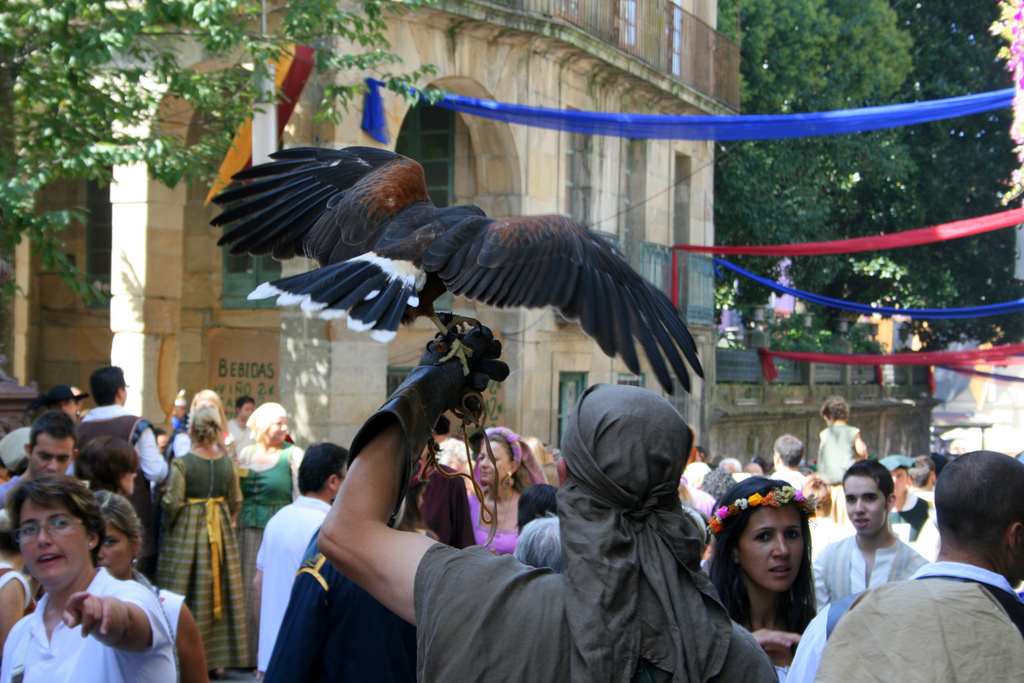
Espectáculo de cetrería en 2010
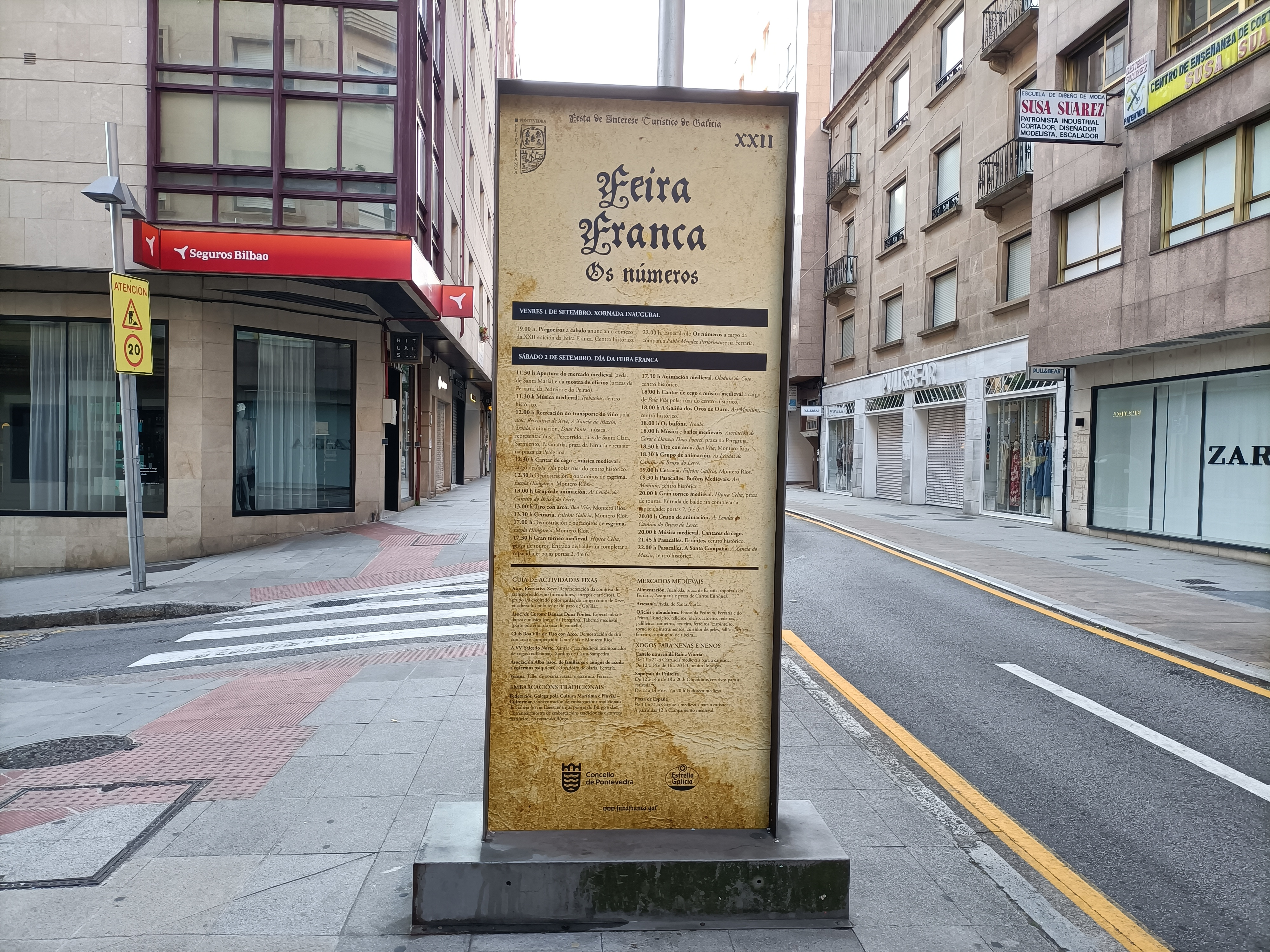
Programa de 2023
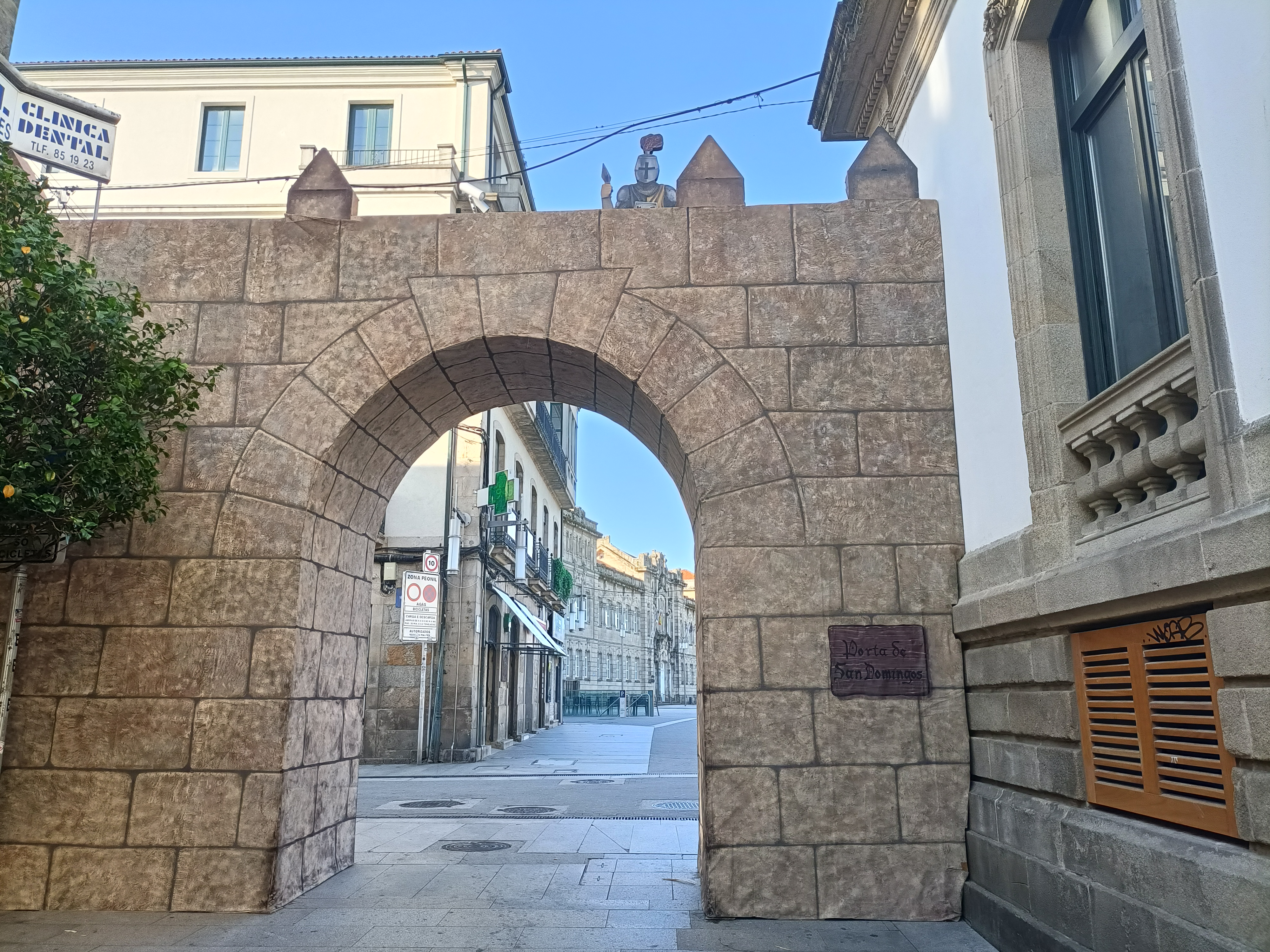
Puerta de Santo Domingo
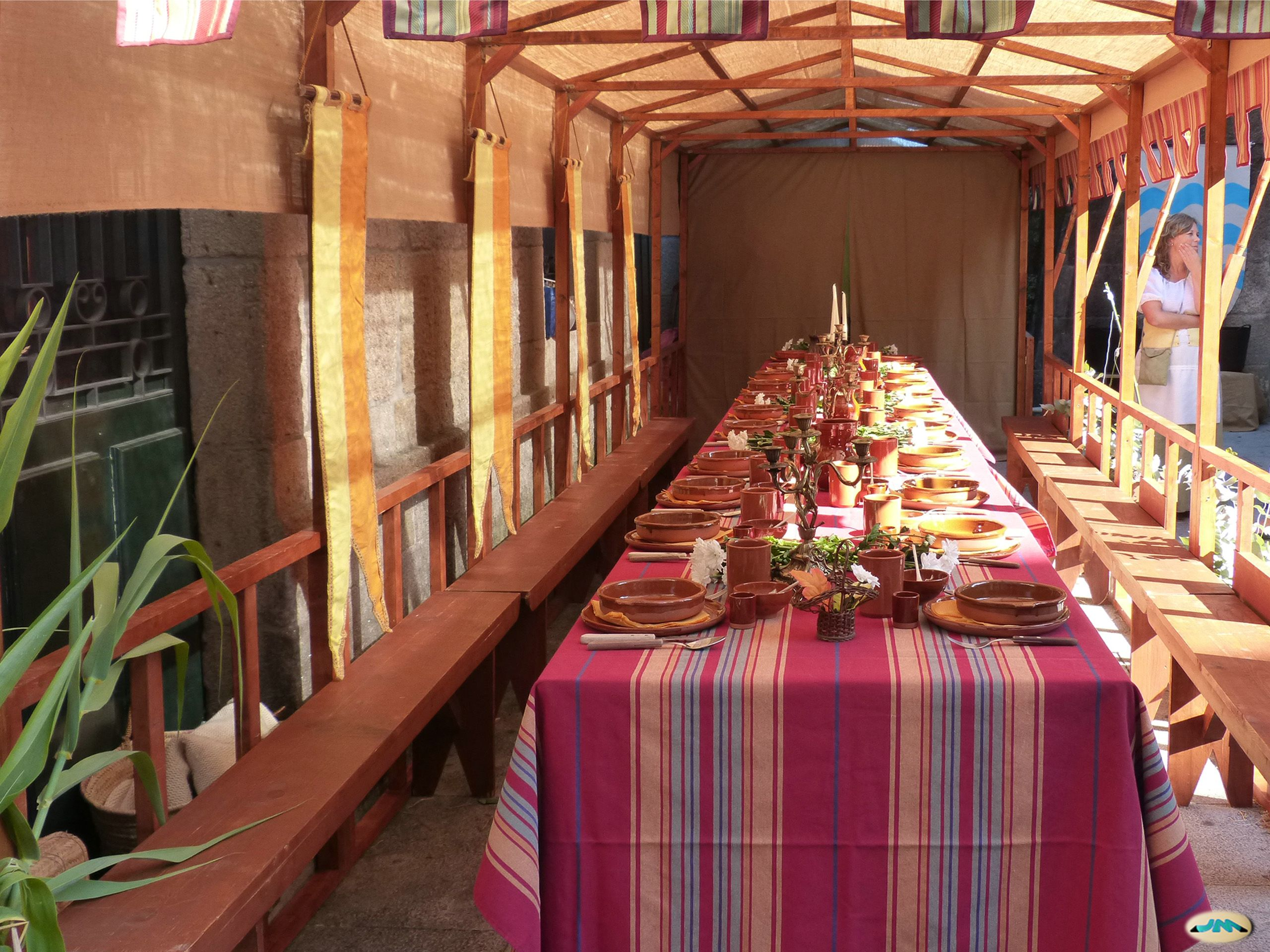
Mesa medieval para comidas de grupos de comensales